# Lista över Kroatiens regenter
Lista över Kroatiens regenter. Denna lista över Kroatiens regenter innehåller även de tidigare härskarna som lokalt styrde som knez (furste) och de som senare efter unionen med Ungern styrde som ban (vicekung). Dock inkluderar den inte regionala härskare utan begränsans till så stor del som möjligt till de vars styre var rikstäckande och sträckte sig över de domäner som var bebodda av kroater.

## Folkvandringstiden
- cirka 628 kroaterna migrerar från Vitkroatien till sydöstra Europa efter en inbjudan av den östromerska kejsaren Herakleios. Kroaterna besegrar avarerna och slår sig ner i dagens Kroatien och Bosnien.
- cirka 641 - cirka 689 kroaterna konverterar till kristendom under prins Radoslav.

## Furstar av Kroatien
Sedan kroaterna slagit sig ner i sydöstra Europa bildade de två furstendömen, Pannoniska Kroatien och Dalmatiska Kroatien, båda med varsin knez (furste). Det nordliga furstendömet Pannoniska Kroatien motsvarade de östra och nordöstra delarna av dagens Kroatien, däribland landskapet Slavonien och stora delar av Centrala Kroatien. Det Dalmatiska Kroatien täckte en yta som sträckte sig längs den adriatiska kusten och bland omfattade vad som idag är landskapet Dalmatien, de östra delarna av Istrien, Kvarnerbukten och de västra delarna av centrala Kroatien. 

### Pannoniska Kroatien
- Vojnomir (791 - c. 810)
- Ljudevit Posavski (c. 810 - 823) brorson till Borna av Dalmatien.
- Ratimir (829 - 838)
- Braslav (880 - c. 887)

### Dalmatiska Kroatien
- Radoslav
- Kuber
- Porga (eller Borko) (slutet av 600-talet)
- Budimir (740 - 785)
- Višeslav (andra hälften av 700-talet - c. 803)
- Borna (c. 810 - 821) son till Višeslav, var vasall till den frankiska kejsaren Karl den store.
- Vladislav (821 - 835) son till Klonimir
- Ljudemisl (c. 823 - c. 835) morbror till Borna, regerade stora delar av Dalmatien.
- Mislav (c. 835 - c. 845)
- Trpimir I (c. 845 - 864) grundar Trpimirovići-dynastin.
- Zdeslav (864) son till Trpimir I.
- Domagoj (864 - 876) störtar sin kusin Zdeslav.
- Iljko (876 - 876/878) son till Domagoj.
- Zdeslav (876/878 - 879) återtar tronen.
- Branimir (879 - c. 892)
- Mutimir (eller Muncimir) (c. 892 - c. 900) yngre broder till Zdeslav.
- Petar (c. 900 - c. 910)
- Tomislav I (c. 910 - 924/925 som furste, sedan som kung fram till 928) troligen son till Mutimir.

## Kungar av Kroatien
År 924 eller 925 kröns Tomislav I av påven Johannes X till kung av det medeltida kungariket Kroatien. Tomislav enar därmed det kroatiska domänerna under en härskare och blir Kroatiens första konung. Kroatien står på höjden av sin makt men efter Tomislavs död förloras en del territorier (bland andra Bosnien) på grund av inbördeskrig.
- Tomislav I (c. 910 - 924/925 som furste, sedan till 928 som kung)
- Trpimir II (928 - c. 935) yngre broder till Tomislav.
- Krešimir I (c. 935 - c. 945) son till Trpimir II.
- Miroslav (c. 945 - c. 949) son till Krešimir I, medregent till brodern Mihajlo Krešimir II
- Mihajlo Krešimir II (c. 945 - c. 969) broder till Miroslav, gift med Jelena av Zadar, Kroatien inkluderar återigen Bosnien.
- Stjepan Držislav (c. 969 - 997) son till Mihajlo Krešimir II.
- Svetoslav Suronja (997 - 1000) son till Stjepan Držislav.
- Krešimir III (997 - 1030) yngre broder till Svetoslav Mucimir
- Gojislav (997 - 1020) yngre broder till Svetoslav Mucimir
- Kejsare Basilius II (1019 - 1030?) Kroatien och Bosnien vasallstater till Bysans.
- Stjepan I (1030? - 1058) son till Krešimir III
- Petar Krešimir IV (1058 - 1074) son till Stjepan
- Slavić (1074 - 1075) vald av den kroatiska adeln, krigar mot den legitima tronföljaren Dmitar Zvonimir.
- Dmitar Zvonimir (1075 - 1087/89) kusin till Petar Krešimir, gift med ungerska prinsessan Jelena Lijepa (Jelena den vackra). Jelena var möjligen medregent.
- Stjepan II (1089 - 1091) son till Častimir som var yngre broder till Petar Krešimir IV.
- Slavac (1090 - 1093) kung av Dalmatien och rival till tronen.
- Ladislaus I (1091 - 1092) kung av Ungern, son till Bela I och bror till Jelena Lijepa. Väljs till kung av Kroatien av sabor, den kroatiska adeln.
- Petar Svačić (1093 - 1097) slåss mot Ungern för kontrollen av Kroatien.
- Koloman (1097/1102 - ) kung av Ungern, besegrar Petar Svačićs armé.

Efter slaget vid Gvozd berget (idag Petrova Gora, ”Peters berg”), där den ungerska kungen Koloman besegrade Petar Svačić och hans styrkor bestående av adelsmän från Kroatien och Dalmatien, har Koloman kontroll över Kroatien. 
1102 befäste Koloman sin makt i Kroatien genom pacta conventa, som var ett avtal mellan de bägge staterna. Kroatien ingick då en personalunion med Ungern, där Kroatien och dess adel behöll sin självständighet men att de kungar som skulle krönas i Ungern även blev kungar av Kroatien. Kroatien styrdes istället av en ban (en guvernör utfärdad av kungen) och det kroatiska adelsförsamlingen sabor.